# Жилой дом Госстраха на Малой Бронной
Жилой дом Госстраха — памятник конструктивизма, расположенный по адресу Малая Бронная улица, 21/13, строение 1 в Пресненском районе Центрального административного округа Москвы.

## История
В 1926—1927 годах в Москве были возведены два 5-этажных жилых дома, предназначенных для сотрудников нового государственного учреждения — Госстраха СССР. Инициатором строительства выступил нарком финансов Николай Милютин, которого считали автором схем-проектов «социалистического расселения», предполагавшего создание домов-коммун. Сотрудники Госстраха, как и многие перебравшиеся из Ленинграда в Москву чиновники, не имели собственных квартир и размещались в гостиницах, и потому были идеальными участниками нового жилищного эксперимента. Один из домов, расположившийся в Барыковском переулке, был спроектирован архитектором Борисом Великовским и построен за счёт отчислений в фонд улучшения быта рабочих и служащих. Другой — на пересечении Малой Бронной и Спиридоньевского переулка — Моисеем Гинзбургом на собственные средства Госстраха. Накануне ввода зданий в эксплуатацию в 1927 году журнал «Строительство Москвы» охарактеризовал их как «первый, без сомнения, удачный опыт постройки жилых зданий в конструктивистском направлении».
Дом Госстраха на Малой Бронной стал одним из первых воплощённых проектов Гинзбурга. Здесь поселились и сам архитектор, и инициатор строительства Николай Милютин, впоследствии заказавший у Гинзбурга проект жилого здания для своего наркомата. В конце 1930-х годов большая часть жильцов дома, видных советских чиновников, была репрессирована или расстреляна, к 1940-м концепция домов-коммун отошла в прошлое, и здание превратилось в обычный многоквартирный жилой дом.

## Архитектура
Жилые дома Госстраха стали первыми жилыми постройками, в которых нашли применение формальные приёмы архитектурного авангарда, и первыми жилыми домами послереволюционного периода, в которых было применено современное оборудование. Журнал «Советская архитектура» отдельно отмечал пространственно-планировочное решение дома, построенного Гинзбургом. Верхний этаж 5-этажного здания был отведён под общежитие из 12 комнат с одной общей кухней, 2 ванными комнатами и 2 санузлами. Остальные этажи занимали по четыре 2-комнатные, 3-комнатные и 4-комнатные квартиры. Часть первого этажа занимал универмаг, в подвале располагались прачечная и небольшие кладовые для каждой квартиры. На чердаке располагалась галерея для сушки белья. Крыша имела пробковую и гольцементную изоляцию, была оснащена проходящими внутри здания чугунными водостоками и предназначалась для отдыха. Там располагались солярий и навес на случай дождя, скамьи, цветник и розарий. Снаружи дом был оштукатурен, частично облицован особой смесью, имитирующей гранит.
Угловые квартиры получили угловые окна и эркеры с угловым остеклением, остальные — балконы. В планировке проекта Гинзбург позаимствовал множество элементов, свойственных архитектуре дореволюционных доходных домов. Все квартиры имели разную конфигурацию, были оборудованы отдельными ванными комнатами, кухнями и уборными. Внимание заслуживало удобство квартир. Входные и межкомнатные двери были двустворчатыми, окна были оснащены фрамугами. Полы покрывались паркетом, на кухнях и в ванных комнатах пол и стенные панели были выполнены из метлахской плитки. В квартирах были предусмотрены многочисленные стенные шкафы, включая холодные шкафы для провизии во внешних стенах здания. Во встроенном шкафу на кухне размещалась откидная кровать. В стенах были проведены трубы для самоваров и общие на несколько квартир желоба мусоропроводов. Кухни были газифицированы, ванные комнаты — оснащены водонагревателями, кроме электропроводки на потолке в комнатах были штепсели в стенах.
В здании были применены современные технологии строительства, но социально он оставался жильём старого «буржуазного» типа. Подводя итоги своим жилищным экспериментам в середине 1930-х годов, Гинзбург отмечал, что в доме Госстраха лишь адаптировал состоявшийся тип к новому стилю: всё возможное для жизни в индивидуальной квартире уже было освоено в дореволюционных доходных домах. Позднее вместо цветника, солярия и галереи был надстроен 6-й этаж, подвал закрыли, а жители общежития оборудовали в комнатах отдельные кухни.